# Jacob Hirsch
Jacob Hirsch (* 17. Juni 1874 in Altenkunstadt in Oberfranken; † 24. Juni 1955 in Paris) war ein deutsch-schweizerischer Münz- und Antikenhändler.

## Leben

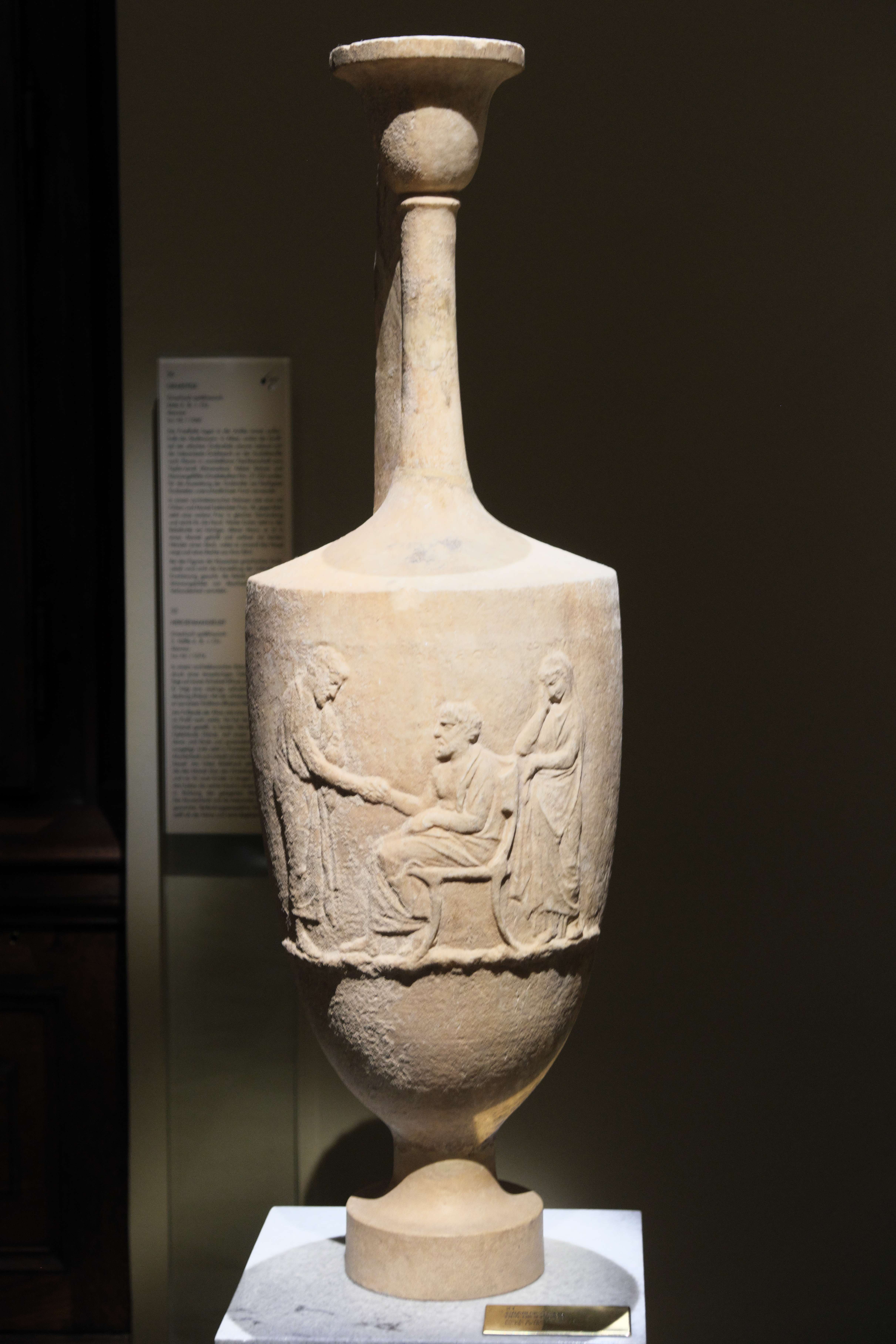
Grablekythos, Verkauf von Jacob Hirsch im Jahr 1914 an die Antikensammlung des Kunsthistorischen Museums Wien

Jacob Hirsch bekam die Anregung zur Numismatik von seinem Onkel Heinrich (Enrico) Hirsch (1820–1886), der als Münzhändler in München und Rom tätig war. Er studierte Geschichte und Archäologie und wurde 1896 an der Universität Freiburg im Breisgau promoviert. Seine Dissertation behandelte Das sogenannte Pactum Ottos I. vom Jahre 962, eine Übereinkunft zwischen Kirche und Staat, die zur Kaiserkrönung führte. „M. Jacques Hirsch“ aus der Münchner Reichenbachstraße 15 wurde am 26. September 1896 zum korrespondierenden Mitglied der königlich belgischen Gesellschaft für Münzkunde ernannt.
Hirsch gründete in der Münchner Arcisstraße 17 in Sichtweite des Palais Pringsheim, der Antikensammlung und der Glyptothek ein Münzgeschäft, das 1905 bereits mehr als ein Dutzend Ausstellungskataloge vorgelegt hatte. Die „numismatische Handlung“ und das Antiquariat erfreuten sich eines „guten und allgemein geschätzten Namens“.
Zu seinen Freunden gehörten die Archäologen Wilhelm Froehner, Theodor Wiegand und Paul Arndt. 1905 erschien sein 13. Auktionskatalog mit einer „hochbedeutenden Sammlung griechischer Münzen aus dem Nachlasse eines bekannten Archäologen“. Das Werk stellte die fast fünftausend griechischen Münzen aus dem Nachlass des Archäologen Athanasios Rhousopoulos vor.
Neben den Münzen wurden bald griechische und römische Antiken sowie hervorragende Kunstwerke aus Klassik, Mittelalter und Renaissance angeboten. Eine Galerie in der Rue Saint-Honoré in Paris an der Place Vendôme wurde eröffnet. Schon 1913 lud Hirsch Interessierte aus den USA zum Besuch der Ausstellungen im Münchner Hauptgeschäft und in der französischen Niederlassung ein. 1916 erwarb die Berliner Antikensammlung die Thronende Göttin von Tarent bei ihm.
Selbst Sammler wie die Pennisi di Floristella im fernen Sizilien studierten die reich illustrierten, sorgfältig beschriebenen Angebote vom Münchner Königsplatz.
Nach Beginn des Ersten Weltkrieges ging Hirsch in die Schweiz und ließ sich in Genf nieder, wo er 1920 auch das Schweizer Bürgerrecht erwarb. Der erste schweizerische Katalog aus dem Jahre 1921 wurde ein allgemein gültiges Nachschlagewerk der griechischen Münzkunde. Zwischen 1921 und 1938 führte die Firma Ars Classica in Luzern und Genf insgesamt 18 Auktionen durch, deren Kataloge Hirsch verfasste.
Nach Kriegsende lag der Schwerpunkt seiner Tätigkeit in der Rue Royale in Paris und dann auch in Übersee. 1950 firmierte er mit „Antiques“ in New York in der 30 W. 54th Street. Zu seinen Kunden gehörte etwa der vermögende Kunstliebhaber Calouste Gulbenkian. Hirsch wohnte im 12. Stock des Dorset Hotels in der Nähe des Museum of Modern Art. Er beriet das Metropolitan Museum of Art und dessen Kuratorin Gisela M. A. Richter bei der Vervollständigung ihrer Sammlung und half, Museen in Cleveland, Philadelphia, Washington und Kansas City aufzubauen.

## Veröffentlichungen (Auswahl)
Auktionskataloge
- Auctions-Catalog enthaltend antike Münzen in meist glänzender Erhaltung aus dem Besitze zweier hervorragender ausländischer Amateure. München 1901 (Digitalisat).
- Auctions-Catalog einer bedeutenden Specialsammlung Griechischer Münzen von Hispania, Gallia, Italica, Sicilia, Carthago aus dem Besitze eines nordischen Sammlers. München 1906 (Digitalisat).
- Auctions-Catalog einer schönen Sammlung Römischer Münzen einschliessend einen Fund Goldmünzen Constantins des Grossen und seiner Familie aus dem Besitze eines auswärtigen Architekten. München 1908 (Digitalisat).